# Kamienica przy ulicy Ruskiej 19 we Wrocławiu
Kamienica przy ulicy Ruskiej – kamienica stojąca przy ulicy Ruskiej 19 we Wrocławiu.

## Historia kamienicy
Pierwotna, renesansowa kamienica została wzniesiona w XVI wieku jako czterokondygnacyjny budynek o szczytowej fasadzie, na dwu traktowym planie.  W tylnej elewacji zachowały się z tego okresy pięć fasciowych obramień okiennych na II i III piętrze. W okresie barokowym kamienica została przebudowana: w częściach parterowych wprowadzono trzytraktowy układ z klaką schodową w środkowym trakcie. W 1870 roku, za sprawą mistrza budowlanego G. Hankego budynek został ponownie przebudowany nadając jej neoklasycystyczną elewację oraz podnosząc ją o piątą kondygnację zakończoną poziomym gzymsem. Okna od I do III kondygnacji zostały otoczone profilowanymi opaskami a nad nimi umieszczono wolutowe gzymsy wsparte na konsolach. Kolejna przebudowa budynku miała miejsce ok. 1920 roku
W 1994 roku, wraz z kamienicą nr 18 "Pod Błękitnym Kołem została odremontowana.